# Politica

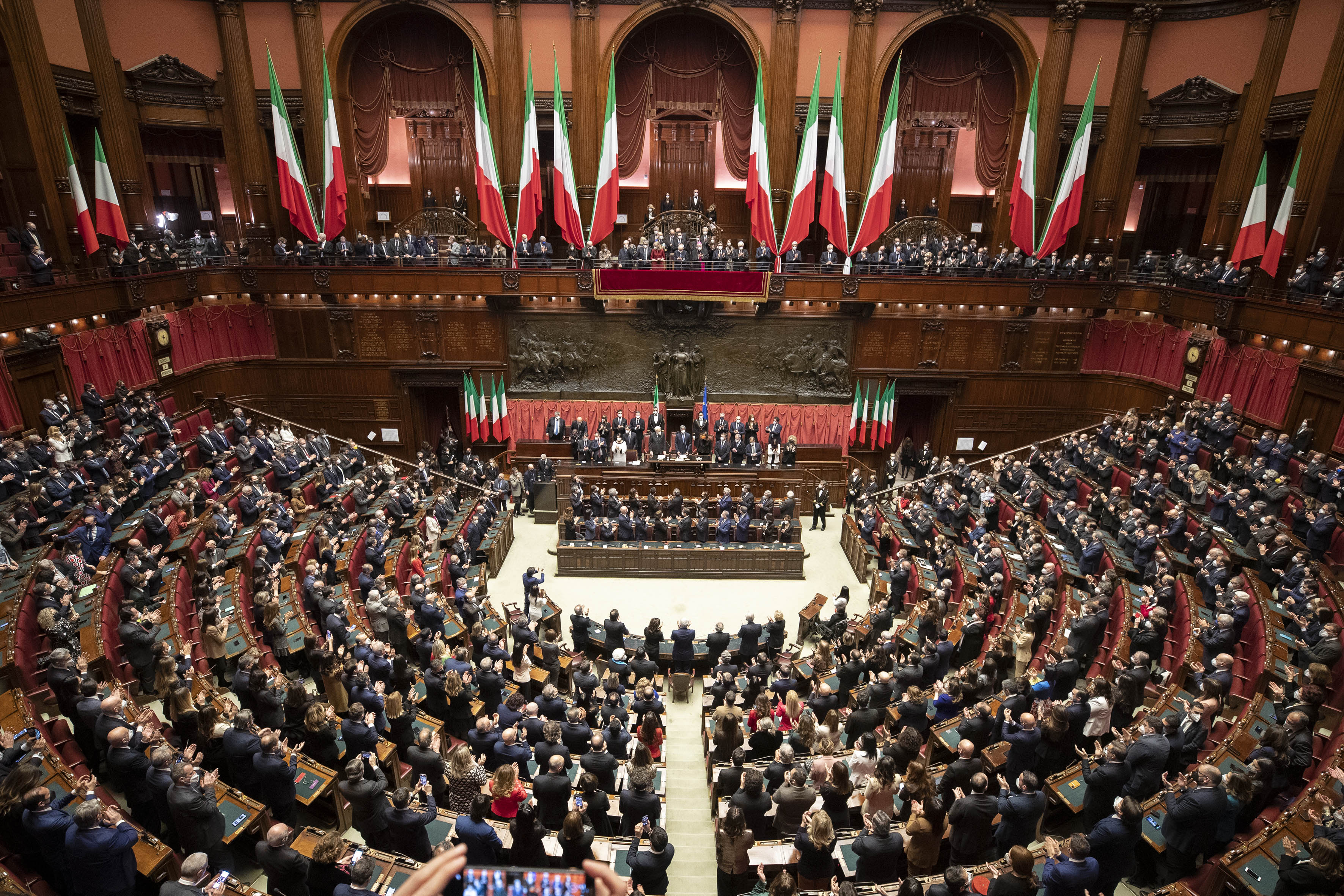
Il Parlamento italiano riunito in Seduta Comune presso gli uffici della Camera dei Deputati in occasione del giuramento di Sergio Mattarella, 12º Presidente della Repubblica

Il termine politica viene utilizzato in riferimento all'attività e alle modalità di governo, o anche nel lessico politico alla cosiddetta attività di opposizione; può riferirsi a Stati, confederazioni e organizzazioni intergovernative, oppure a entità locali e territoriali più circoscritte, come regioni e comuni: in questi ultimi casi l'azione di governo è detta più propriamente amministrazione locale.

## Etimologia
Dal greco antico politikḗ ("che attiene alla pόlis", la città-Stato), con sottinteso téchnē ("arte" o "tecnica"); per estensione: "arte che attiene alla città-Stato", talvolta parafrasato in "tecnica di governo (della società)". Dalla stessa radice (πόλις, pόlis, "città-Stato") derivano anche il sostantivo polī́tēs (πολίτης, "cittadino") e l'aggettivo polītikós (πολιτικός, "politico").

## Storia

### Mondo antico
Secondo l'antica definizione cinese la politica è l'arte di governare, mentre in Grecia tra le varie definizioni spicca quella di Pericle per cui la politica è «l'arte di vivere assieme». Socrate identificò quattro forme di governo con le relative degenerazioni:
- Politeia: (o repubblica) simile alla democrazia odierna nel significato, sfociava sempre nella demagogia (o oclocazia o populismo) il governo in cui a comandare è la massa, che dà sfogo ai propri desideri, ma non conosce l'arte del comandare per via del loro stretto legame al mondo sensibile.[9]
- Oligarchia: dal greco Oligoi (pochi) era una forma di governo in cui un piccolo numero di individui in combutta tra loro, attraverso ricchezza o paura, ottenevano una posizione di comando al vertice.[10]

Non da confondere con: aristocrazia (governo dei migliori) considerata la forma normale di governo nella Grecia antica; plutocrazia (governo dei più ricchi) tipica delle colonie ioniche.
- Tirannide: "il tiranno" era il termine che indicava la figura del sovrano di una città-Stato, inizialmente non aveva connotazione negativa, poi in seguito alla caduta dei trenta tiranni nel 403 a.C. divenne un dispregiativo per indicare chi si circonda di violenti per mantenere una posizione di potere. Questo ruolo venne criticato sia da filosofi come Socrate e Platone, sia dai loro antagonisti (sofisti, eristi e Democrito... come anche Crizia lo stesso capo dei 30 tiranni).[11]
- Timocrazia: in questa forma di governo il potere spetta a chi detiene più onore, ovvero a quelle figure che per nobiltà, opulenza o buon nome (dovuto alle azioni in vita) hanno più prestigio. Anche questa forma di governo per Socrate è corrotta per via del poco interesse verso la sapienza con fine teoretico che lui professava.[12]

Da notare che nel mondo ellenico era conosciuta anche la diarchia ovvero il governo di due uomini come accadeva a Sparta.

### Età moderna

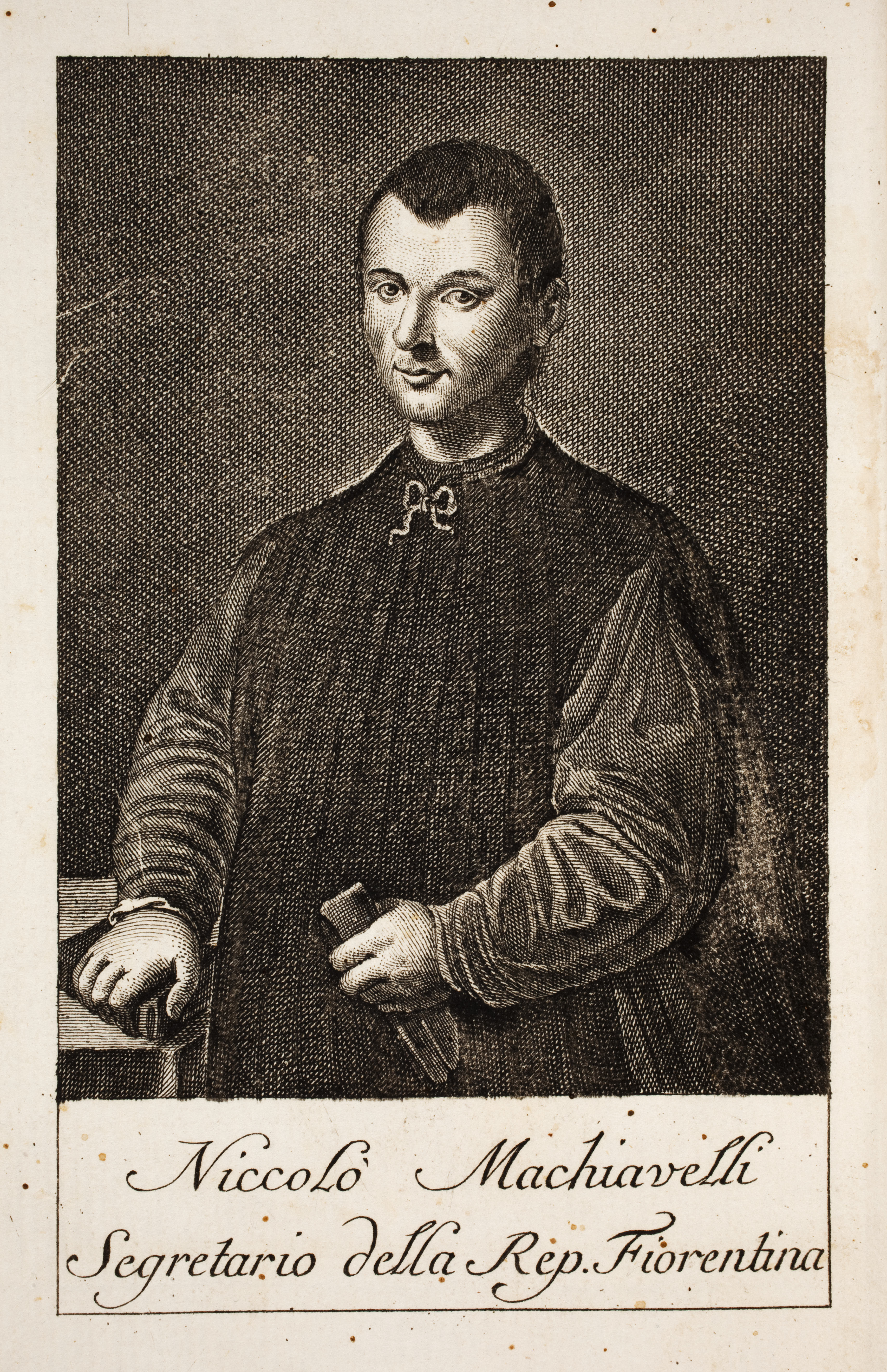
Niccolò Machiavelli

Nel 1500 il termine politica viene rivisto anche da Machiavelli che con il suo trattato Il principe, la analizza e ne identifica una nuova formulazione, distinguendo da un'etica civile un'etica statuale, in quanto tale più alta e differente, un'etica del governo di un'entità territoriale e di una comunità umana, quale superiore attore distinto dalle esigenze di ogni singolo uomo o gruppo di uomini della comunità stessa. Egli inventa così il termine "ragion di Stato", che però manterrà sempre ben separato dal termine politica, la cui accezione per Machiavelli rimarrà in totale positiva (la frase "il fine giustifica i mezzi" è stata falsamente attribuita al Machiavelli). Machiavelli intendeva dare alla politica un'autonomia che il Clero dell'epoca non era disposto a concedere. Verrà censurato dai suoi contemporanei e criticato in tutta Europa per le sue dichiarazioni.
Stessa sorte toccherà un secolo dopo a Thomas Hobbes che pur avendo riconosciuto la migliore forma di governo nel Sovrano assoluto considerava la sua funzione derivante non dalla volontà divina (come stabiliva la tradizione) ma da un patto originario tra uomini liberi. Al contrario di Hobbes, John Locke non solo non vedeva nell'attribuzione al sovrano di tutti i poteri la soluzione alla conflittualità della società ma anzi formulò l'idea che il sovrano doveva rispettare i diritti fondamentali come la proprietà privata. Fondamentale è nella storia del pensiero politico l'opera di Montesquieu "L'ésprit des lois" (Lo spirito delle leggi) dove viene formulata la distinzione dei poteri come principio base per evitare la tirannide. Anche Montesquieu esamina i vari tipi di governo, per concludere che la monarchia costituzionale resta la forma migliore, perché la classe nobiliare in generale è meno corruttibile, in quanto vincolata al principio dell'onore.

### Età contemporanea
Nel XIX secolo i filosofi Karl Marx e Friedrich Engels assieme criticarono il socialismo utopico nato in risposta al congresso di Vienna (1814-15) e definirono le linee guida del comunismo, poi riassunte nel manifesto comunista e nei principi del comunismo. Per riassumere tutta la mole di teoria da loro redatta tra articoli di giornale e saggi, possiamo dire che, visti i vantaggi della rivoluzione industriale era per loro giunta l'ora di abbattere tutte le gerarchie umane, ma non sotto forma di pacifismo, né con l'apporto di un rigoroso sistema statale ma bensì attraverso una di due vie: la prima acclarata nella storia, la rivoluzione, la più immediata che però necessitava di una coscienza di classe e tanta organizzazione, la seconda (spesso ripresa dagli accelerazionisti) il collasso del capitalismo per via delle incongruenze interne a sé stesso. Sull'abbattimento delle gerarchie possiamo tentare di elencarne alcune: patriarcato, razza, Stato (di conseguenza anche il nazionalismo e il patriottismo), omofobia, xenofobia, imperialismo, classe. La base del marxismo si rifà al pensiero politico di Democrito e agli studi sui primati.
A seguito della primavera dei popoli nel 1848, il socialismo iniziò a prendere piede in tutta l'Europa e avrebbe portato alla Rivoluzione d'ottobre (1917) nella Russia zarista. Nonostante ciò quest'idea di stato rivista e interpretata più volte non si realizzò mai effettivamente, con il suo esperimento migliore in epoca moderna presso la comune di Parigi.
(Karl Marx, Il manifesto del partito comunista)

## Descrizione
(Aristotele, Politica, Libro III, 1278 b)

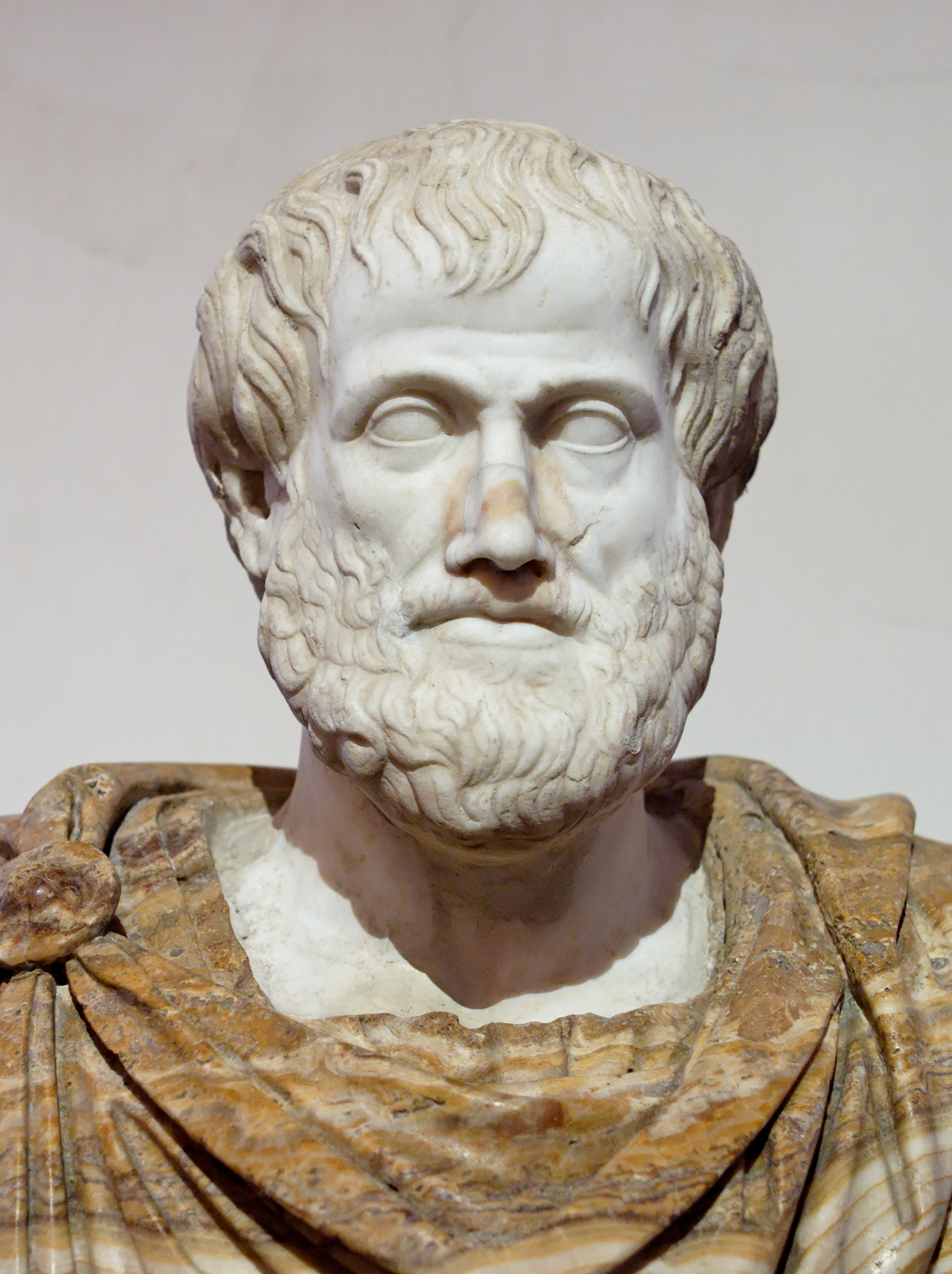
Ritratto di Aristotele, conservato a Palazzo Altemps (Roma).

La prima definizione di "politica" risale ad Aristotele ed è legata all'etimologia del termine; secondo il filosofo, "politica" significava l'amministrazione della "polis" per il bene di tutti, la determinazione di uno spazio pubblico al quale tutti i cittadini partecipano. Altre definizioni, che si basano su aspetti peculiari della politica, sono state date da numerosi teorici: per Max Weber la politica non è che aspirazione al potere e monopolio legittimo dell'uso della forza e, per questo, richiede l'operato di appositi professionisti; per David Easton essa è la allocazione di valori imperativi (cioè di decisioni) nell'ambito di una comunità; per Giovanni Sartori la politica è la sfera delle decisioni collettive sovrane.
Al di là delle definizioni, la politica in senso generale - riguardante "tutti" i soggetti facenti parte di una società, e non esclusivamente chi fa politica attiva, ovvero opera nelle strutture deputate a determinarla - è l'occuparsi in qualche modo di come viene gestito lo Stato o sue substrutture territoriali. In tal senso "fa politica" anche chi, subendone effetti negativi per opera di coloro che ne sono istituzionalmente investiti, scende in piazza per protestare; quest'accezione del termine si spinge fino a sostenere che - se la politica in senso generale è l'occuparsi del bene pubblico - allora anche prendere una carta da terra e metterla nel cestino è azione lato sensu politica. Per converso, la regola della temporaneità degli incarichi pubblici elettivi aiuta a evitare che la politica non resti «il mestiere di chi non ha mestiere, come denunziò Max Weber» (La politica come professione, 1919).

### Branche della politica
La politica si può suddividere in tre branche, in base all'aspetto della società e dei suoi rapporti in cui viene analizzata: politics, policy e polity.
- per politics si intendono le dinamiche attuate dai vari partiti o gruppi di pressione per riuscire a conquistare il potere politico; le dinamiche sono differenti in base al sistema di riferimento, che può essere democratico o meno;
- per policy si intendono le leggi o altri atti giuridici attuati dal potere politico per gestire la cosa pubblica;
- per polity si intende il problema dell'identità e dei confini della comunità politica;

Questi tre aspetti si intrecciano e influenzano tra di loro, attuando più complesse dinamiche e aspetti sociopolitici.
Dal punto di vista statale un'altra classificazione attuale della politica vuole la distinzione tra:
- politica interna: riguarda l'amministrazione interna dello Stato in tutti i suoi aspetti (pubblica amministrazione, sanità pubblica, trasporti, pubblica istruzione, ecc.);
- politica economica: riguarda le scelte in materia economica da parte dello Stato con effetto sul sistema economico del paese;
- politica estera: riguarda le relazioni politiche internazionali con gli Stati esteri.